# Guerlain Favre
Guerlain Favre, né le 18 juillet 2000 à La Tronche, est un skieur alpin français, champion de France de slalom géant en 2025.

## Biographie
En mars 2016, il prend la 3e place des championnats de France U16 de slalom à Font-Romeu.
En janvier 2019, il fait ses débuts en Coupe d'Europe dans le slalom géant de Courchevel. En décembre de la même année, il marque ses premiers points en coupe d'Europe en prenant la 24e place du combiné de Santa Caterina. En mars 2020, il dispute ses premiers championnats du monde juniors à Narvik et il s'y classe 16e de la descente. 
Il intègre l’équipe de France Juniors à partir de la saison 2020-2021. Pour ses seconds championnats du monde juniors en mars 2021, il prend une très belle 5e place dans le super G à Bansko. A la fin du même mois, il prend aussi une bonne 5e dans le  slalom géant des championnats de France Elite à Saint-Jean-d'Aulps. Il devient aussi vice-champion de France U21 (moins de 21 ans) de slalom géant et de combiné.
Il accède à l'équipe de France B la saison suivante. En mars 2022, il se classe 4e du slalom géant des championnats de France Elite à Isola  2000. Mais il est mis à l'écart des groupes fédéraux pour la saison 2023-2024.
En décembre 2023, il réalise deux très bonnes performances en coupe d'Europe en se classant 14e et 15e des deux slaloms géant de Valloire en partant avec des dossards très éloignés (78 et 79). Grâce à ces résultats il décroche sa première participation à une épreuve de coupe du monde dans le slalom géant de Schladming le 23 janvier 2024. Il y frôle la qualification en seconde manche pour 14 centièmes de seconde. Début février il se blesse à l'entrainement à Bansko (rupture du ligament croisé antérieur du genou) et met fin à sa saison.
Il est réintégré en équipe de France (Groupe Technique B) dès la saison 2024-2025. De retour de blessure, début décembre 2024, il obtient une 6e et une 7e place dans les slaloms géants de coupe d'Europe de Zinal. Ces bons résultats lui permettent d'être sélectionné pour disputer plusieurs géants de coupe du monde (5 dans la saison sans parvenir à accéder à la seconde manche). Fin janvier 2025, il décroche son premier podium en coupe d'Europe en se classant 3e du géant de Turnau. Il termine la saison à la 5e place du classement général de la coupe d'Europe de géant. Début avril à Méribel, il crée la sensation en étant sacré champion de France de slalom géant,.

## Palmarès[10]

### Coupe du monde
- 6 slaloms géants disputés (au 5 avril 2025)

### Championnats du monde juniors
| Édition / Épreuve    | Descente | Super G | Slalom géant | Slalom  | Combiné | Team Event |
| Mondiaux 2020 Narvik | 16e      | Abandon | -            | -       | -       | -          |
| Mondiaux 2021 Bansko | annulé   | 5e      | 15e          | Abandon | annulé  | annulé     |

### Coupe d'Europe
71 épreuves disputées (en avril 2025) : 
11 tops-15 dont 5 tops-10 et un podium :
- 3e du slalom géant de  de Turnau en janvier 2025

#### Classements
| Saison / Épreuve | Saison / Épreuve | Général | Général | Descente | Descente | Super G | Super G | Géant  | Géant  | Slalom | Slalom | Combiné | Combiné |
| ---------------- | ---------------- | ------- | ------- | -------- | -------- | ------- | ------- | ------ | ------ | ------ | ------ | ------- | ------- |
| Saison / Épreuve | Saison / Épreuve | Class.  | Points  | Class.   | Points   | Class.  | Points  | Class. | Points | Class. | Points | Class.  | Points  |
| 2020             | 2020             | 114e    | 52      | -        | -        | 50e     | 16      | 66e    | 7      | -      | -      | 18e     | 29      |
| 2021             | 2021             | 210e    | 5       | -        | -        | -       | -       | -      | -      | -      | -      | 26e     | 5       |
| 2022             | 2022             | 165e    | 20      | -        | -        | -       | -       | 57e    | 14     | 79e    | 6      | -       | -       |
| 2023             | 2023             | 177e    | 16      | -        | -        | -       | -       | 62e    | 16     | -      | -      | -       | -       |
| 2024             | 2024             | 122e    | 41      | -        | -        | -       | -       | 37e    | 41     | -      | -      | -       | -       |
| 2025             | 2025             | 29e     | 261     | -        | -        | -       | -       | 5e     | 261    | -      | -      | -       | -       |

### Championnats de France

#### Élite
| Édition / Epreuve                                        | Descente | Super-G | Slalom géant | Slalom  | Super combiné | Parallèle |
| -------------------------------------------------------- | -------- | ------- | ------------ | ------- | ------------- | --------- |
| Championnats 2018 Châtel                                 | 42e      | 35e     | 17e          | Abandon | 27e           | -         |
| Championnats 2019 Auron / Isola 2000                     | -        | 23e     | 12e          | 13e     | 12e           | -         |
| Championnats 2021 Châtel / Saint-Jean-d'Aulps / Les Gets | -        | 12e     | 5e           | 9e      | 6e            | -         |
| Championnats 2022 Auron / Isola 2000                     | -        | 16e     | 4e           | Abandon | 4e            | 5e        |
| Championnats 2023 Les Orres / Val Thorens                | -        | 23e     | 11e          | Abandon | 6e            | -         |
| Championnats 2025 Méribel                                | -        | -       | Or           | 8e      | -             | -         |

#### Jeunes

##### Juniors U21 (moins de 21 ans)
2021 à Saint-Jean-d'Aulps:
- Vice-champion de France de slalom géant
- Vice-champion de France de combiné
- 3e du super G

##### U16 (moins de 16 ans)
2016 à Font-Romeu :
- 3e du slalom